# Willem Drees
Willem Drees (Ámsterdam, Países Bajos; 5 de julio de 1886-La Haya, Países Bajos; 14 de mayo de 1988), fue un destacado político neerlandés que se desempeñó como Primer ministro de los Países Bajos desde el 7 de agosto de 1948 hasta el 22 de diciembre de 1958. Durante su mandato, acontecieron sucesos muy relevantes en los Países Bajos, como la descolonización de las Indias Orientales Neerlandesas y la reconstrucción de los Países Bajos, unos años después del fin de la Segunda Guerra Mundial. También, cabe destacar que fue un precursor de las leyes sociales dentro de los Países Bajos, una de ellas, está relacionada con desarrollo del Ministerio de Asuntos Sociales y Empleo de Los Países Bajos. A lo largo de su vida política, Drees gozó de una gran popularidad dentro de los Países Bajos, por lo que en algunas ocasiones fue apodado como El Padre Drees.
Después de haber concluido su mandato como primer ministro, Drees, con 72 años de edad, se retiró de la política activa, siendo uno de los políticos más longevos de los Países Bajos, al igual que Johan Rudolph Thorbecke, en el siglo XIX
Drees era bien conocido por mantener una postura política socialdemócrata, pero con algunas ideas basadas en el pragmatismo.
En el año 2004, Drees fue elegido por la Radiodifusión Pública de Holanda como la tercera persona más importante de todos los tiempos en los Países Bajos.

## Primeros años
Drees nació en la ciudad de Ámsterdam, el 5 de julio de 1886, hijo de Johannes Michiel Drees y Anna Sophia van Dobbenburgh. Después de haber terminado sus estudios secundarios, en 1903, comenzó a trabajar en el banco Twentsche Bank. Permaneció trabajando ahí hasta 1906. Después, Drees se desempeñó como reportero de la corte en el Consejo Municipal de Ámsterdam. Más tarde, entre los años 1907 y 1919, se desempeñó también como reportero, pero dentro de los Estados Generales de los Países Bajos.

## Carrera política

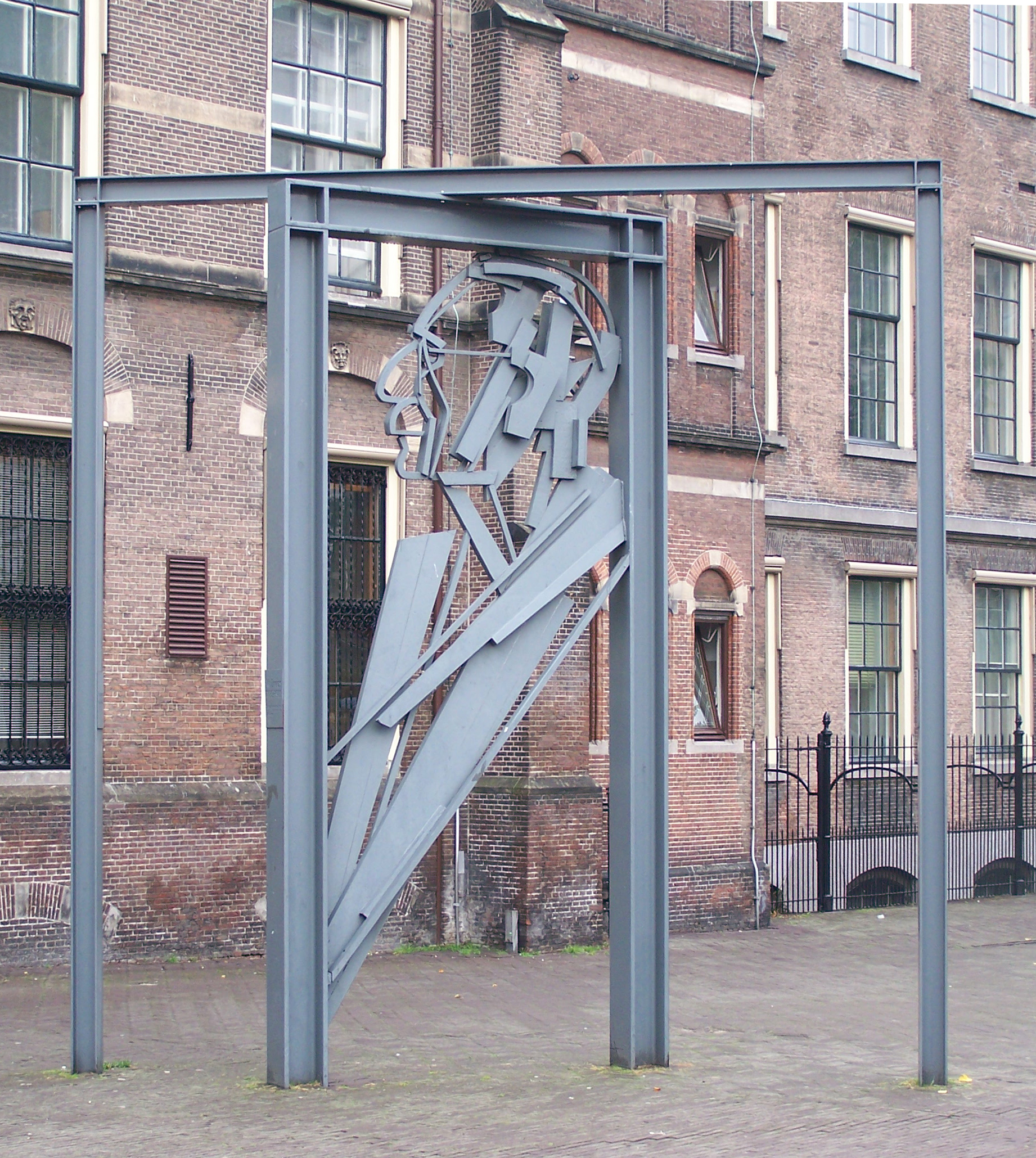
Monumento a Willem Drees, elaborado por Eric Claus en 1988. Se encuentra cerca de la entrada sur de Binnenhof, en La Haya

Desde el año de 1904, Drees se unió al Partido Socialdemócrata de los Trabajadores, el cual, en 1946, se convirtió en el Partido del Trabajo. En La Haya, Drees fue presidente del mismo partido político por 21 años, desde 1910 hasta 1931. Entre los años 1913 y 1941, fue miembro del Consejo Municipal de La Haya, en donde desarrolló varios cargos. De estos cargos que desempeñó se pueden mencionar los cargos de Consejero de Asuntos Sociales y el cargo de concejal de Finanzas y Obras Públicas.
El 24 de junio de 1945, Drees fue elegido como el ministro de Asuntos Sociales y Empleo de Los Países Bajos y el vice primer ministro en el Gabinete Schermerhorn/Drees. Ocupó dichos cargos hasta el 7 de agosto de 1948, cuando a sus 62 años de edad, se convirtió en el Primer ministro de los Países Bajos, cargo con el que permaneció hasta el 22 de diciembre de 1958.

## Vida privada
En 1910, Drees se casó con Catalina Hent. Tuvieron dos hijos y dos hijas, una de sus hijas murió joven. Uno de sus hijos, Willem Drees, Jr., también se desarrolló en el ámbito político, siendo un importante miembro del Partido del Trabajo y miembro del Tribunal General.
Drees fue un esperantista, y en 1954 asistió al Congreso Universal de Esperanto, el cual se llevó a cabo en la ciudad de Haarlem. Otro aspecto que lo caracterizó, fue su abstinencia a cualquier tipo de bebida alcohólica.
Murió el 14 de mayo de 1988, en La Haya, convirtiéndose en una de las personas más longevas de los Países Bajos.